# ExFAT
exFAT (extensible File Allocation Table) is een open source bestandssysteem speciaal bedoeld voor flash-schijven. Het is ontwikkeld door Microsoft voor embedded devices in Windows Embedded CE 6.0 en voor gewone besturingssystemen te beginnen met Windows Vista Service Pack 1. exFAT kan gebruikt worden daar waar de datastructuur van het NTFS-bestandssysteem te veel plaats zou innemen.
Gebruikers kunnen exFAT-ondersteuning krijgen onder Windows XP door de installatie van een hotfix van Microsoft.
Voor Linux is er sinds kernel versie 5.4 officiële ondersteuning voor exFAT. Voor oudere Linux kernel versies bestaat een gratis kernelmodule waarmee exFAT gelezen kan worden. In Apples macOS zit exFAT-ondersteuning standaard ingebouwd vanaf versie 10.6.5 (Snow Leopard). Hierdoor is exFAT een goede formattering voor externe harde schijven die zowel door Windows- als macOS-computers gebruikt moeten worden.

## Voordelen
De voordelen ten opzichte van het oudere File Allocation Table (FAT)-systeem zijn:
- Schaalbaar naar grote schijfgroottes
- Theoretische maximale bestandsgrootte van 264 bytes (16 exbibytes), tegenover 232 bytes (4 gibibytes) in FAT32
- Clustergrootte tot 2255 sectoren
- Betere toekenning van vrije ruimte en verwijdersnelheid door het invoeren van een free space bitmap
- Ondersteuning voor meer dan 216 (65.536) bestanden in een directory
- Ondersteuning voor access control lists (nog niet aanwezig in Windows Vista SP1)[7]
- Ondersteuning voor Transaction-Safe FAT (TFAT)
- Timestamps mogelijk in UTC-formaat[8] (vanaf Vista SP2)
- Volledige ondersteuning in macOS (> 10.5 'Leopard')
- Volledige ondersteuning in Linux distributies met kernelversie 5.4

## Nadelen
De nadelen vergeleken met vorige FAT-versies zijn:
- Geen ondersteuning voor ReadyBoost van Windows Vista. Windows 7 ondersteunt dit wel.[9]
- Microsoft stelt dat het octrooien heeft op bepaalde delen van exFAT, waardoor het niet mogelijk is implementaties van exFAT te maken in vrije software zoals Linux in landen waar octrooien op software op zich erkend worden.

## SDXC
De nieuwe SDXC-kaartjes werken met exFAT, dit omdat bij de vorige generatie (SDHC) FAT32 werd gebruikt. FAT32 heeft een maximale grootte van 8 TB (tijdens de installatie van windows kan maximaal een FAT32 partitie van 32 GB groot aangemaakt worden).
De SDXC-kaartjes gaan tot 2 terabyte, dus moest er een nieuw bestandssysteem worden gebruikt om de clusters niet onnodig groot te maken. exFAT was de oplossing. En het HD-probleem is ook opgelost met dit bestandssysteem, want de HD-camcorders kunnen dan bestanden wegschrijven die groter zijn dan 4 GB.